# Åke Grafström
Åke Grafström (Estocolm, 24 de desembre de 1917-Heidelberg, Alemanya, 21 de febrer de 1996) va ser un filòleg suec. Alumne de Paul Falk, de Gunnar Tilander i deixeble del francès Clovis Brunel, aquest gran especialista de l'occità antic és conegut sobretot pels seus llibres Étude sur la graphie des plus anciennes chartes languedociennes avec un essai d'interprétation phonétique, publicat el 1958, i Étude sur la morphologie des plus anciennes chartes languedociennes, del 1968. Després d'ensenyar a les universitats d'Uppsala i d'Estocolm, va ser professor de filologia romànica, d'ençà el 1972 fins a la seva jubilació el 1983, a la Universitat de Heidelberg.

## Obres
- Étude sur la graphie des plus anciennes chartes languedociennes avec un essai d'interprétation phonétique (1958)
- Étude sur la morphologie des plus anciennes chartes languedociennes (1968)